# Влист
Влист (нидерл. Vlist) — община в провинции Южная Голландия (Нидерланды). Община названа в честь реки, протекающей по её территории.

## История
Община была образована 1 января 1985 года путём объединения общин Хастрехт, Столвейк и старой общины Влист.
Что такое Влист:
- Название реки в Нидерландах, протекающей в провинции Южная Голландия и впадающей в реку Лек1.
- Название бывшей общины в Нидерландах, расположенной в провинции Южная Голландия. В 1985 году община была расформирована и вошла в состав общины Вийсен. С 2015 года территория бывшей общины Влист входит в состав общины Кримпенерваард1.
- Название села в Нидерландах, расположенного в провинции Южная Голландия. Село находится на берегу реки Влист и является частью общины Кримпенерваард1.
- Название модуля в языке программирования Scheme, который предоставляет реализацию структуры данных VList, разработанной Филом Бэгвеллом в 2002 году. VList — это неизменяемый список, который может содержать любой объект Scheme. Он улучшает стандартные списки Scheme в нескольких аспектах: случайный доступ имеет обычно постоянную сложность, вычисление длины VList имеет логарифмическую сложность, VList использует меньше памяти, чем стандартные списки. Элементы VList хранятся в возрастающих по размеру непрерывных блоках (реализованных как векторы). Эти блоки связаны друг с другом с помощью указателя на следующий блок и смещения внутри этого блока. Размер этих блоков образует геометрическую прогрессию с коэффициентом block-growth-factor (2 по умолчанию). Структура VList также служит основой для списков хешей на основе VList или «vhashes», неизменяемого типа словаря2.
- Название сайта, который является мотором поиска ресурсов товаров для нефтяных, газовых, петрохимических и энергетических отраслей Исламской Республики Иран. Сайт позволяет искать по названию компании или по области деятельности.